# عيسى جرموني
عيسى جرموني (1885-1946) شاعر ومغني جزائري وأول العرب الذين غنوا على مسرح الأولمبيا وذلك خلال في عام 1936 حيث استطاع أن يؤدي جميع المقامات والأوزان والطبوع. تبعته إبنته بإعادة غناء بعض أغاني والدها

## حياته
إسمه الحقيقي (عيسى بن مرزوق بن رابح) ويعُرف باسم عيسى جرموني ولد سنة 1885 ببلدية متوسة ولاية خنشلة
وينسب مسقط رأسه إلى دوار امزي المسماة حاليا قرية سيدي ارغيس عين البيضاء ولاية أم البواقي أوبير إسماعيل (ويسمى أيضا البسان أو الحيمر) ببلدية متوسة ولاية خنشلة في 23 أبريل 1930 قام بتسجيل أول ألبوم له في ستوديو باردو بتونس.
أبدى حب شديد للغناء عند رعيه للغنم ويقال أنه أحسن من يعزف على القصبة ، عمل مع والده عند المستعمرين وعرف الشقاء والحرب والإضطهاد، وهذا ما يتميز به غناءه عموما.
غنى باللهجة العامية بجانب الأمازيغية وجال كل أنحاء الجزائر والمغرب وتونس بأغانيه، ولم يتوقف عن تسجيل الألبومات إلا بوفاته.
وتوفي في 16 ديسمبر 1946 في عين البيضاء ودفن بها بعمر ناهز 61 عام.